# Ворик Тауншип (округ Честер, Пенсільванія)
Ворик Тауншип (англ. Warwick Township) — селище (англ. township) в США, в окрузі Честер штату Пенсільванія. Населення — 2590 осіб (2020).

## Демографія
Згідно з переписом 2010 року, у селищі мешкало 2507 осіб у 977 домогосподарствах у складі 744 родин. Було 1049 помешкань
Расовий склад населення:
| - 97,4 % — білих - 0,8 % — азіатів - 0,3 % — чорних або афроамериканців - 0,1 % — корінних американців |

До двох чи більше рас належало 1,2 %. Частка іспаномовних становила 1,6 % від усіх жителів.
За віковим діапазоном населення розподілялося таким чином: 21,9 % — особи молодші 18 років, 64,5 % — особи у віці 18—64 років, 13,6 % — особи у віці 65 років та старші. Медіана віку мешканця становила 46,3 року. На 100 осіб жіночої статі у селищі припадало 99,3 чоловіків;  на 100 жінок у віці від 18 років та старших — 101,6 чоловіків також старших 18 років.
Середній дохід на одне домашнє господарство  становив 96 215 доларів США (медіана — 76 667), а середній дохід на одну сім'ю — 114 889 доларів (медіана — 95 000). Медіана доходів становила 56 607 доларів для чоловіків та 45 288 доларів для жінок. За межею бідності перебувало 4,1 % осіб, у тому числі 4,7 % дітей у віці до 18 років та 3,0 % осіб у віці 65 років та старших.
Цивільне працевлаштоване населення становило 1346 осіб. Основні галузі зайнятості: освіта, охорона здоров'я та соціальна допомога — 27,3 %, виробництво — 18,9 %, будівництво — 11,1 %, науковці, спеціалісти, менеджери — 8,5 %.